# 火球祭
火球祭 FireBall Festival，初期是由滅火器樂團發起、監製，火氣音樂主辦之臺灣音樂祭。
2023年後交由新成立之夥球擊股份有限公司主辦。

## 主要活動內容
- 音樂演出：舞台，囊括獨立、龐克、搖滾、重金屬以及新生代音樂創作人等各不同主題，提供多元音樂內容。

- 多元攤位區：提供官方周邊、樂團周邊、唱片、個性商品、創意市集、餐食、酒水等等。

## 歷史
- 2023年11月26日，楊大正於舞台上宣布2024年將舉辦第4屆火球祭。[1]

## 歷屆音樂祭

### 第一屆（2017）
- 2017年8月26日、27日於高雄展覽館舉行
- 舞台：球舞台(免費舞台)、龍舞台、虎舞台
- LINE UP：魔數41、滅火器樂團、MONGOL800(JP)、BRAHMAN（英语：Brahman (band)）(JP)、hyukoh(KR)、Supper Moment(HK)、The Summer State(SG)、血肉果汁機、隨性、胖虎 （页面存档备份，存于）、麋先生、TRASH、猛虎巧克力 （页面存档备份，存于）、白目樂隊、非人物種、怕胖團、晨曦光廊、康士坦的變化球、瑪莉咬凱利、INFERNAL CHAOS、BEYONDCURE、擊沈女孩、一點生、OBSESS、超速之犬、The Roadside Inn、謎路人、奮樂團、拾音、一步、火燒島、粗大Band、負極高壓電。

- 主辦單位：滅火器 Fire EX.、火氣音樂、相知 Between
- 協辦單位：高雄市政府文化局、台灣高鐵、 激進工作室 - Radicalization Studio （页面存档备份，存于）
- 贊助單位：台灣啤酒、The North Face、MLD台鋁
- 媒體協力：Hit FM聯播網
- 指定住宿：賀喔文旅 Hooray Boutique Hotel （页面存档备份，存于）
- 合作廠商：好玩專賣店 （页面存档备份，存于）、好地方大飯店 Fine Hotel （页面存档备份，存于）

### 第二屆（2019）
- 2019年11月23日、24日於桃園國際棒球場（今樂天桃園棒球場）舉行
- 舞台：火舞台、球舞台、祭舞台(免費舞台)
- LINE UP：滅火器樂團、MONOEYES（日语：MONOEYES）(JP)、Thornapple  （页面存档备份，存于）(KR)、流氓阿德、美秀集團、拍謝少年、大象體操、9m88、ØZI、HUSKING BEE（日语：HUSKING BEE）(JP)、The Barcox (JP)、康士坦的變化球、YELLOW （页面存档备份，存于）、厭世少年 （页面存档备份，存于）、閃靈、NAMBA69（日语：NAMBA69）(JP)、生祥樂隊、白目樂隊、木村カエラ(JP)、落日飛車、非人物種 （页面存档备份，存于）、Empty ORio、血肉果汁機、HEY-SMITH（日语：HEY-SMITH）(JP)、火燒島 （页面存档备份，存于）、八十八顆芭樂籽、五五身、Leo王、李英宏、怕胖團、隨性 （页面存档备份，存于）、胖虎 （页面存档备份，存于）、FUTURE AFTER A SECOND （页面存档备份，存于）、Ellegarden（英语：Ellegarden）(JP)、傷心欲絕。
- 本屆手環結合悠遊卡晶片，為全台音樂祭之創舉。進入場內以手環晶片感應入場，全場消費皆可使用手環悠遊卡電子支付，活動結束後亦可當作普通記名悠遊卡使用。

- 監製：滅火器
- 主辦單位：火氣音樂
- 指導單位：桃園市政府
- 協辦單位：KKBOX、JUSTLIVE就是現場 （页面存档备份，存于）、子皿有限公司 （页面存档备份，存于）、只要有人社群顧問 （页面存档备份，存于）、相知國際、悠遊卡、台灣高鐵、桃園市政府文化局、桃園市政府藝文設施管理中心 （页面存档备份，存于）、桃園市政府新聞處 （页面存档备份，存于）
- 售票系統：拓元、ibon、KLOOK、KKTIX、FamiPort

### 第三屆（2023）
- 2023年11月25日、26日於樂天桃園棒球場舉行
- 舞台：火舞台、球舞台、祭舞台(免費舞台)

- LINE UP：滅火器 Fire EX.、10-FEET (JP)、LEE YOUNGJI 李泳知 (KR)、envy (JP)、The BONEZ (JP)、血肉果汁機、美秀集團、宇宙人、鄭宜農、國蛋GorDoN、 TRASH、大象體操、康士坦的變化球、TOTALFAT (JP)、Silica Gel (KR)、怕胖團、勸世三姊妹、圖騰樂團、海豚刑警、JADE、芒果醬 Mango Jump、EmptyORio、百合花、周自從、SmashRegz feat. BRADD、隨性、KoOk 庫克、Skaraoke、A_Root同根生、粗大Band、胖虎、夕陽武士、普通隊長、Robot Swing、Yokkorio、DJ MR.GIN、黃浩庭、SHOOTUP、絕命青年

- 監製：滅火器 Fire EX.
- 主辦單位： 夥球擊股份有限公司
- 共同主辦：Live Nation Taiwan、天使放大
- 協辦單位： 火氣音樂股份有限公司、 子皿有限公司、Good Show Lab、火組有限公司、一卡通
- 售票系統：拓元售票系統

### 第四屆（2024）
- 2024年11月30日至12月1日於樂天桃園棒球場舉行[2]
- 舞台：火舞台、球舞台、祭舞台(免費舞台)、火球村(免費舞台)

- LINE UP：滅火器、ACIDMAN (JP)、MONGOL800 (JP)、Dune Rats (AU)、蛋堡、ABAO阿爆 ft. 那屋瓦少女隊、血肉果汁機、Sabasister (JP)、大象體操、隨性、潑猴 MonkeyInsane、非人物種 ft. 柯光、露波合唱團、庵心自在所、 一種心情、傲南礁（阿跨面 + 馬克 SAVAGE.M）、宝島材料行、 宋柏緯、粹垢TRAEGO、MAN WITH A MISSION (JP)、落日飛車 ft. OHHYUK、Tokyo Ska Paradise Orchestra (JP)、美秀集團、旺福、傷心欲絕、聲子蟲、EmptyORio、胖虎、FUTURE AFTER A SECOND、MEMI (KR)、禁藥王 + 栗子 + 潮州土狗、LINION、昆蟲白、體熊專科、我是機車少女I’mdifficult、aDAN薛詒丹、秋山

- 監製：滅火器 Fire EX.
- 主辦單位：夥球擊股份有限公司
- 協辦單位： 火氣音樂股份有限公司、 子皿有限公司、Good Show Lab、火組有限公司、這邊音樂那邊設計工作室、 一卡通
- 售票系統：拓元售票系統

### 第五屆（2025）
- 將於2025年11月22日～23日在樂天桃園棒球場舉行[3]

## 外部連結
- 火球祭官方網站 （页面存档备份，存于）
- 火球祭的Facebook專頁
- 火球祭的Instagram帳戶